# Saint-Christophe-sur-Avre
Saint-Christophe-sur-Avre ist eine französische Gemeinde mit 141 Einwohnern (Stand: 1. Januar 2022) im Département Eure in der Region Normandie; sie gehört zum Arrondissement Bernay und zum Kanton Verneuil d’Avre et d’Iton.
Die Einwohner werden Saint-Christophiens genannt.

## Geographie
Saint-Christophe-sur-Avre liegt etwa 45 Kilometer südwestlich von Évreux am Avre, der die Gemeinde im Süden begrenzt.
Durch die Gemeinde führt die Route nationale 12.

### Nachbargemeinden
Umgeben wird Saint-Christophe-sur-Avre von den Nachbargemeinden Les Barils im Norden, Pullay im Nordosten, Saint-Victor-sur-Avre im Osten, Armentières-sur-Avre im Süden, Chennebrun im Südwesten, Beaulieu im Westen sowie Gournay-le-Guérin im Nordwesten.

## Bevölkerungsentwicklung
| Jahr                      | 1962 | 1968 | 1975 | 1982 | 1990 | 1999 | 2006 | 2013 |
| Einwohner                 | 163  | 148  | 138  | 142  | 152  | 151  | 150  | 152  |
| Quelle: Cassini und INSEE |      |      |      |      |      |      |      |      |

## Sehenswürdigkeiten

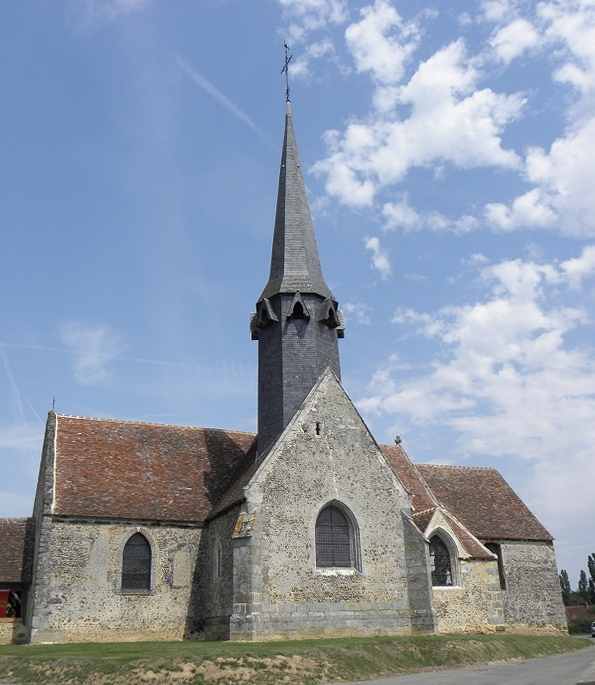
Kirche

- Kirche
- Burgruine